# Rancho Santa Clara
Rancho Santa Clara är en ort i Mexiko.   Den ligger i kommunen Córdoba och delstaten Veracruz, i den sydöstra delen av landet, 230 km öster om huvudstaden Mexico City. Rancho Santa Clara ligger 989 meter över havet och antalet invånare är 191.
Terrängen runt Rancho Santa Clara är huvudsakligen kuperad, men den allra närmaste omgivningen är platt. Runt Rancho Santa Clara är det tätbefolkat, med 550 invånare per kvadratkilometer. Närmaste större samhälle är Córdoba, 5,6 km sydost om Rancho Santa Clara. Trakten runt Rancho Santa Clara består till största delen av jordbruksmark.